# Leucochloris albicollis
Leucochloris albicollis е вид птица от семейство Колиброви (Trochilidae), единствен представител на род Leucochloris.

## Разпространение
Видът е разпространен в Аржентина, Боливия, Бразилия, Парагвай и Уругвай.